# كانتون تينا
كانتون تينا (بالإنجليزية: Tena Canton)‏ هو كانتون في الإكوادور، يتبع مقاطعة نابو، عاصمته تينا. ينقسم لأبرشيات.